# Leontief-inverz
A Leontief-inverz mátrixalgebrai fogalom, alkalmazási területe mégis szinte kizárólag a közgazdaságtanra, azon belül az input-output (IO) elemzések illetve a Leontief-technológia tárgykörére korlátozódik.
Egy {\displaystyle \mathbf {A} } négyzetes mátrix Leontief-inverzét a következő képlettel számolhatjuk ki: {\displaystyle \left(\mathbf {E} -\mathbf {A} \right)^{-1}}, ahol {\displaystyle \mathbf {E} } az egységmátrix.

## Matematikai jelentősége
- Szerepet kap a következő vektoregyenlet megoldásában:

{\displaystyle \mathbf {x} =\mathbf {Ax} +\mathbf {y} },
hiszen {\displaystyle \mathbf {x} =\left(\mathbf {E} -\mathbf {A} \right)^{-1}\mathbf {y} }.
- A Leontief-inverz megegyezik az {\displaystyle \mathbf {A} } mátrix Neumann sorának határértékével (amennyiben az konvergens), azaz

{\displaystyle \left(\mathbf {E} -\mathbf {A} \right)^{-1}=\mathbf {E} +\mathbf {A} +\mathbf {A} ^{2}+\cdots +\mathbf {A} ^{n}+\cdots }
- A Perron–Frobenius-tétel többek között nemnegativitásának feltételeivel is foglalkozik.

## Közgazdaságtani jelentősége
A Leontief-inverz fontos szerepet kap Leontief input-output modelljében. Itt az {\displaystyle \mathbf {A} } mátrix a ráfordítási együtthatók mátrixa, melyben a j. oszlop i. eleme azt mutatja meg, hogy a j sorszámú előállított termék egységnyi kibocsátásához hány egységet kell az i. termékből közvetlenül felhasználni a termelés során. Ebből következik, hogy a közgazdasági alkalmazásokban elsősorban nemnegatív mátrixok Leontief-inverzével foglalkoznak.
A nehézségek abból adódnak, hogy a termékek felhasznált mennyiségei egymással, és saját magukkal is körkörös kapcsolatban vannak. Egy termék előállításához például szükség lehet saját magából is valamekkora mennyiségre, vagy A termékhez fel kell használnunk valamennyit B-ből, de B-hez is elengedhetetlen egy kevés A és így tovább. Ezt a problémát oldja meg a Leontief-inverz, amely az ilyen tovagyűrűző kapcsolatrendszerek együttes, végső hatásait vonja össze egy mátrixba.
A Leontief-inverz elemei már nem csupán a közvetlen ráfordításokat tartalmazzák. j. oszlopa azt mutatja meg, hogy a j. termékből egységnyi többlet előállításához közvetlenül és közvetve hány egységgel kell az egyes termékek kibocsátását megnövelni. Ezen oszlop j. sora - tehát a saját magából szükséges mennyiség - már tartalmazza az 1 egységnyi végső kibocsátást is, ezért a diagonálisbeli elemek várhatóan 1-nél nem kisebb értéket vesznek fel. Ha pusztán a teljes ráfordításokra vagyunk kíváncsiak, használjuk az {\displaystyle \left(\mathbf {E} -\mathbf {A} \right)^{-1}-\mathbf {E} } mátrixot.
A fenti értelmezés megköveteli, hogy a Leontief-inverz elemei is nemnegatívak legyenek, ehhez viszont gyakran nem elegendő a ráfordítási együtthatók nemnegativitása. Szükséges még az {\displaystyle \mathbf {A} } mátrix produktivitása is, ami azt jelenti, hogy a tovagyűrűző hatások egy idő után „lecsillapodnak”, és nem implikálnak minden határon túl növekvő ráfordítást. Matematikailag ezt a Gale-féle produktivitási kritérium írja le: egy nemnegatív, négyzetes {\displaystyle \mathbf {A} } mátrix produktív, ha létezik olyan {\displaystyle \mathbf {x} \geq {\boldsymbol {0}}} vektor, hogy {\displaystyle \mathbf {x} >\mathbf {Ax} }, azaz létezik olyan bruttó kibocsátási vektor, ami meghaladja a hozzá közvetlenül szükséges ráfordítások mértékét.
Általánosításként lehet felfogni a dinamikus Leontief-mátrixot, mellyel többidőszakos IO modellekben találkozhatunk. Itt a tovagyűrűző hatások már nem csak termékek, hanem egymást követő időszakok között is érvényesülnek.
A Leontief-inverz kitüntetett szerepet kap az ÁKM-elemzésekben is.

### Példa
Képzeljünk el egy gazdaságot ahol három terméket állítanak elő: műanyag babát, műanyagot és áramot. A termékek előállítása során is csak ezeket a termékeket használják fel alapanyagként, a táblázatban látható mennyiségben:
|              | Műanyag baba | Műanyag | Áram |
| Műanyag baba | 0,05         | 0,1     | 0    |
| Műanyag      | 1,5          | 0,4     | 0,2  |
| Áram         | 0,8          | 1,1     | 0,01 |

Például 1 műanyag babához 1,5 egység műanyagra és 0,05 egység műanyag babára van szükség (utóbbi például úgy értelmezhető hogy minden 20. termék selejtes lesz, ezt újra beolvasztják műanyagnak). A ráfordítási együtthatók mátrixa:
A Leontief-inverz:
Látható, hogy minden eleme pozitív, ezért az {\displaystyle \mathbf {A} } mátrix produktív volt.
Ha a célunk 100 db műanyag baba (nettó) előállítása, akkor ehhez közvetlenül és közvetetten 96 műanyag babát, 862 egység műanyagot, és 1116 egység áramot kell felhasználnunk.